# (34694) 2001 MK18
2001 MK18 (asteroide 34694) é um asteroide da cintura principal. Possui uma excentricidade de 0.29360950 e uma inclinação de 3.57879º.
Este asteroide foi descoberto no dia 23 de junho de 2001 por NEAT em Palomar.